# Адиабена
Адиабена (греч. Ἀδιαβηνή, сир. ܚܕܝܐܒ, , ивр. חדיב‎ , арм. Նոր Շիրական) — античное государство в северной Месопотамии, соответствующее северо-западной части древней Ассирии со столицей в Арбеле (современный Иракский Курдистан).
Правители Адиабены в I веке нашей эры перешли из политеизма в иудаизм. Государство в разные годы входило в состав Парфии, Сасанидов и Великой Армении.
Восточная граница проходила по горам Загрос, и отделяла Адиабену от области Мидия (современный северо-восток и северо-запад Ирана).

## История
В первые века нашей эры Адиабеной правили цари из местных династий, зависимые от парфян. При этом они неоднократно вовлекались в споры, связанные с престолонаследием в Парфии и ряд римско-парфянских конфликтов. Особенно во время правления царя Изата II (ок. 36—59/60) было значительно влияние парфянского государства. Это был тот самый Изат, который вместе со своей матерью Еленой по политическим причинам перешёл в иудаизм. В этот период курдское царство Кордуена вошло в состав Адиабены. 
Царская семья поддерживала евреев Иудеи в финансовом отношении и даже посылала во время Иудейской войны войска. Елена и её второй сын Монобаз II часто упоминаются в Мишне, где их хвалят за их благочестие.
Когда римляне завоевали Месопотамию при Траяне в 116 году, Адиабена стала римской провинцией под названием Ассирия. Тем не менее, преемник Траяна Адриан оставил месопотамские провинции. Только Септимий Север повторно захватил в 195 году Адиабену, но на короткий срок и принял победный титул «Адиабенский». В правление Каракаллы римляне в 216 году повторно вторгались в Адиабену.
Позже союзные правители Адиабены и правители Киркука, согласно Хронике Арбела, объединились с сасанидским царём Ардаширом I против парфянского правителя Артабана IV. Во время господства Сасанидов в Адиабене имелось много несторианских христианских общин. Из агиографических источников известно имя правителя Адиабены Кардага, принявшего христианство и казнённого за это по приказу сасанидского шаха Шапура II Великого в 358 году.

## Население
Адиабена имело смешанное этническое население. В ней жили ассирийцы, арабы, иранцы, арамеи, греки, а также значительное еврейское население. Сирийский язык в Адиабене, по некоторым данным, был доминирующим. Другие источники заявляют, что ираноязычное население преобладало над арамейским. Трудное смешение культур можно увидеть в истории мученичества Махануша, выдающегося иранского зороастрийца, принявшего христианство. 